# 磺乐灵
磺乐灵（化学式：C13H19N3O6S）是一种选择性除草剂，化学名为4-甲磺酰基-2,6-二硝基-N,N-二丙基苯胺。

## 合成
磺乐灵可以4,4'-二氯二苯基砜为原料，转化为4-氯苯基甲基砜后硝化，再与二丙胺反应得到。